# 古志重信
古志 重信（こし しげのぶ）は、戦国時代から安土桃山時代にかけての武将。出雲国神門郡古志郷を本拠とした国人。初めは尼子氏家臣で、尼子氏滅亡後は足利義昭に仕えた後に尼子再興軍に参加し、その後は毛利氏家臣となった。

## 出自
古志氏の祖は、出雲守護・佐々木泰清の第九子で、出雲国神門郡の地頭となった佐々木義信である。鎌倉時代、出雲・隠岐の守護は佐々木義清の子孫が受け継ぎ、これは南北朝時代初期の塩冶高貞まで続いた。義清の子が泰清で、古志氏は出雲佐々木氏の一族である。
また、古志氏一門の古志為信が備後国沼隈郡本郷にある大場氏（大庭氏）の居城の大場山城を攻め落とし、永正9年（1512年）9月に大場山城で大内義興の命を受けた毛利興元と戦っている。
なお、重信の出身である出雲国の古志氏とは別系統で備後国沼隈郡本庄を本拠とする古志氏が存在しており、弘治3年（1557年）12月2日に毛利元就・隆元父子と毛利氏に属する備後国の諸領主が連名で軍中で狼藉を行った者に対する処罰や陣払いの禁止を誓約した傘連判状形式の起請文に備後古志氏当主の古志豊綱（左衛門大夫）が署名しているように、備後古志氏は重信が生まれた出雲古志氏よりも早くから毛利氏に従っていたことが分かる。
しかし、天正19年（1591年）に備後古志氏の本拠である沼隈郡本庄の所領が毛利氏に没収されて弘九郎左衛門や相嶋元光らに与えられて以降は備後古志氏の活動が見られなくなる。また、備後古志氏の没落と同時期に重信・勝信父子が備後国に所領を与えられており、後に新庄古志氏と言われる。出雲古志氏の有する古文書群である『古志家文書』が備後国に伝来したことで、出雲古志氏と備後古志氏が混同されるようになったと考えられている。

## 生涯

### 前半生
出雲国神門郡古志郷を本拠とした国人・古志宗信の五男として生まれる。
天文24年（1555年）9月26日、父・宗信が大檀那となって遷宮が行われていた古志郷に所在する比布智神社の上棟式が行われた際に重信も列席しているが、これが重信の同時代史料上の初見である。
この上棟式には古志氏一門が揃って列席しており、父・宗信の叔父にあたる古志兼信とその3人の娘、父・宗信の弟にあたる古志辰信、古志益信（助二郎）、浄行寺念信、一広寺徳阿弥、父・宗信の妹である千家豊俊室、重信の兄である古志豊信、古志三郎次郎、古志弥七郎、重信の弟である古志家信（宗三郎）、古志道源丸（後の内蔵助）、古志満才（後の新助）、兄・豊信の子である古志才菊丸と娘1人、重信の姉妹3人とその婿である千家弥三郎、別火貞吉（弥四郎）とその子である別火金次郎丸と娘の徳御料が列席している。

### 毛利氏の出雲進攻と尼子氏滅亡
永禄5年（1562年）6月から毛利元就が尼子氏を攻めるために出雲国へ進攻を始めたが、同年7月13日以前に古志氏は本領である古志郷の領有権を毛利氏に奪われた。毛利元就・隆元父子は古志氏から奪取した所領を高櫓城主・本城常光を誅殺する功を挙げた熊谷氏に与えており、同年11月10日に熊谷信直に古志郷の内の400貫の地を与え、11月23日には熊谷信直の子である熊谷広実を高櫓城の城督に任じると共に古志郷の内の100貫の地、飯石郡須佐500貫、神門郡乙立35貫の地を与えている。これ以後、熊谷氏による古志郷の支配は尼子再興軍が出雲国に侵入した時期を除いて、慶長5年（1600年）の関ヶ原の戦いで毛利氏が周防国と長門国の2ヶ国に減封となるまで続いており、古志氏が古志郷の本領を再び領有することは叶わなかった。
毛利氏の進攻に対し、尼子氏当主の尼子義久は弟の尼子倫久と尼子秀久をはじめとして、宇山久信、佐世清宗、牛尾幸清、中井綱家ら重臣を月山富田城に集めて対策を協議。かつて大内義隆の出雲遠征でも月山富田城へ籠城して撃退することに成功した前例を鑑みて、難攻不落と称された月山富田城に籠城して毛利氏の攻撃を防ぐと共に、毛利氏の背後の情勢変化を待って対応することに決定した。そして、立原久綱、本田家吉、平野又右衛門尉の3人を軍奉行に任じて軍の法度を制定させ、山中幸盛、大西十兵衛尉、加藤彦四郎、神西元通、森源左衛門、重信の6人を足軽大将として、新たに徴兵した兵の統制を命じている。
永禄9年（1566年）に尼子義久が毛利氏に降伏して戦国大名としての尼子氏が滅亡すると、詳しい経緯は不明だが、重信は京都に上洛して将軍・足利義昭に側近として仕えた。

### 尼子再興軍
永禄12年（1569年）1月5日の六条合戦（本圀寺の変）では足利義昭の配下として細川藤賢や明智光秀らと共に三好三人衆や斎藤龍興らの軍勢と戦った。重信はこの戦いで敵の首級1つを上げる武功を挙げ、1月10日に上野秀政から足利義昭が重信の武功を賞賛した旨の感状を与えられている。
この頃、尼子勝久や山中幸盛らも在京しており、同年6月に尼子再興軍が挙兵して出雲国へ進攻した際には重信も参加している。尼子再興軍が出雲国に進攻した後に重信は神門郡の土倉城に入城して守備にあたった。
同年9月23日、重信が春日孫四郎に出雲国神門郡蘆渡郷油井分の役人職を安堵し、百姓たちから年貢や段銭、屋敷銭をきちんと徴収することが大切であると伝えている。蘆渡郷は古志氏の本領であった古志郷に隣接しており、尼子再興軍の出雲侵攻に従った重信によって、古志氏が毛利氏侵攻以前に有していた所領を回復したことが窺われる。
同年10月21日、尼子勝久の意向により、尼子再興軍に参加した川副久盛、山中幸盛、目賀田幸宣、多賀高信、重信、横道秀綱、屋葺幸堅、立原久綱の連名で宇龍津の舟勘料、鉄駄別、諸役の取得権を日御碕神社に寄進した。この連署状に名前を連ねている8名の内、重信以外の7名は古くからの尼子氏直臣の家の出身者であるが、重信は尼子氏直臣であった古志氏とは別系統の古志氏惣領家の出身であった。そのため、重信がこの連署状に名前を連ねているのは、重信が恐らく京都にいた頃から尼子勝久の挙兵に深く関わっていたためと考えられている。
永禄13年（1570年）2月14日の布部山の戦いで尼子軍が毛利軍に敗戦し、同年4月17日に吉川元春や小早川隆景らを率えた毛利輝元の軍が尼子方の牛尾弾正忠が守る牛尾城を攻め落とした。その勢いに乗じて毛利軍は翌4月18日に西進して重信が守る十倉城付近に陣を進めたが、十倉城が堅固で容易には攻め落とせないと判断した毛利輝元は十倉城外に抑えの兵を残して十倉城の監視を命じ、北方の神門郡大津に陣を進めている。
その後は吉川元春の軍が重信の守る十倉城を攻囲していたが、尼子軍による毛利軍への逆襲が概ね失敗したことで尼子方の諸将の士気は低下し、十倉城の重信も11月初めには吉川元春に降伏を申し入れた。吉川元春は重信の降伏を承認して11月2日に3ヶ条の血判起請文を送っており、今後重信が毛利氏に対して逆心を抱かなければ吉川元春も重信を蔑ろにせず末永く親密な間柄を保つこと、もし古志氏が裏切るとの讒言があった場合はきちんと調査して重信にも連絡するので腹蔵無く話してほしいこと、古志氏については今後出来る限り引き立てるつもりであることを重信に伝えている。なお、重信の姻戚の出雲大社両国造から降伏を勧められていたという。
古志重信には女子が数人いたが千家宮内少輔　北島貞孝、牛尾氏へと嫁いでいる。また古志氏は代々千家・北島・小野・藤間など出雲の名流と姻戚関係を結んでいた。これは古志家の勢力を維持するのには必要不可欠であった。

### 毛利氏家臣時代
天正元年（1573年）、吉川元春の嫡男である吉川元長に同行して備中国へ赴き、また、宍道政慶の軍勢にも同行して再び備中国へ赴いているが、出雲国を追われた尼子勝久らの尼子再興軍が因幡国において勢力を拡大し、同年9月には武田高信の鳥取城を落として山名豊国を入城させたことで、隣国の伯耆国も混乱に陥ったため、重信は祖式友兼・元安父子と共に伯耆国の因幡国との国境地域に派遣され、他の毛利軍が到着するまで持ちこたえている。さらに重信は鳥取城奪還においても貢献しており、同年11月頃に山名氏が毛利方へと復帰している。
天正2年（1574年）12月25日、吉川元長が重信に対して、古志氏が存続し以前と変わらない姿を保っていることは重信の努力と賢慮によるものであると賞賛すると共に、吉川元春を通じて毛利氏に仕えた重信の戦功や心遣いを列挙して感謝の旨を記した書状形式の起請文を送っている。この書状の中で吉川元長は、五畿内や但馬国などで元長に用談があれば重信が案内者として尽力することを約束してくれたことは言葉に尽くせないほど感謝していると記している。このように五畿内と但馬国という広大な範囲で案内者となれるほどの一定の人脈を重信が有していたことは、かつて重信が上洛して将軍・足利義昭に仕えていたことが関係していると考えられている。
また、吉川元長の書状では、この時期の重信が、兄・左京亮（豊信か）の子を取り立てて古志氏の家が再興された際には、重信自身は安芸国山県郡大朝新庄にある吉川元春の居城・日野山城の麓に居住することを願い出ていたことが記されている。このことから、重信が自他共に古志氏の惣領ではないと認識されており、古志氏の嫡流を当主に立てて尼子氏時代の状態に復すことが重信の宿願であったことが窺われる。重信が自らを当主として古志氏の再興を図らなかった理由としては、古志氏の一族や旧臣を糾合して統制するためには五男であった重信ではなく、嫡出と思われる甥を擁立する必要があったためと推測されている。また、重信が吉川氏の居城である日野山城下に居住することを願い出た点からも、重信が毛利氏において山陰方面を担当していた吉川氏との結びつきを重視していたことが窺われる。しかし、この後も重信の甥を擁立しての古志氏再興が成就した形跡は見られていない。
なお、給人が未定である所領があれば与えてほしいと重信が毛利氏に強く求めていることも記されており、当時の毛利氏では給地が不足していたことから特殊な事例ではないと思われるものの、毛利氏に対する功績を強くアピールして場所を特定せずに給地の宛行を求めて古志氏の勢力拡大を図る重信の姿勢を、歴史学者の長谷川博史は、重信のしたたかで冷静な人物像と毛利氏勢力下の諸領主の実像を浮き彫りにしていると評している。
天正6年（1578年）に織田信長による中国攻めで毛利方として但馬国で戦と調略に尽力していた。調略の末に織田方の荒木村重の寝返りを成功させた。
天正8年（1580年）時点でも但馬国で羽柴秀吉との戦を続けていたが但馬国を制圧されたため、翌年には本領の出雲国に帰国している。
天正14年（1586年）から始まる豊臣秀吉による九州平定において、重信も吉川元春に従って九州へ出陣した。
同年10月、豊臣方の大友氏の戦局不利と見て島津方に寝返った豊前国田川郡の香春岳城主・高橋元種は、配下の賀来与次郎、賀来新右衛門、賀来久盛らに豊前国築城郡の宇留津城を守らせ、小倉城の森吉成（後の毛利吉成）と豊後国の大友義統との連絡を遮断した。そこで毛利輝元は小早川隆景、小早川秀包、黒田孝高、吉川元長、吉川経言（後の吉川広家）を派遣して宇留津城を攻撃した。宇留津城攻撃の最中に小倉城に残っていた吉川元春の病状が悪化したため、吉川元長・経言兄弟は見舞いのために小倉城へ引き上げたが、小早川隆景、秀包、黒田孝高らが宇留津城の攻撃を続け、11月7日の未の刻に陥落させた。この時の宇留津城攻めにおいて重信も武功を挙げており、11月9日に吉川元長から感状を与えられている。なお、宇留津城陥落直後の11月15日には吉川元春が小倉城において病死している。
天正15年（1587年）5月、前年に病死した吉川元春に続いて吉川元長も日向国で病に倒れ、6月5日には自ら起き上がれなくなったことで自らの死期を悟って弟の吉川経言（後の吉川広家）を後継者に推薦して毛利輝元と小早川隆景の同意を得た。それに伴い、九州平定で吉川軍に属していた重信を含む山陰方面に勢力をもった諸将15人が吉川元長・経言兄弟に対して起請文を提出し、吉川元春・元長父子に対するのと同様に、以後も吉川氏に属して毛利輝元への忠勤に励むことを誓約している。そして、吉川経言が後継者となって吉川軍の諸将が起請文を提出したのと同日に吉川元長は日向国都於郡の陣中で病死した。
天正20年（1592年）4月から始まる豊臣秀吉による文禄の役に際して、古志氏も毛利輝元に従って出陣し、朝鮮半島に渡海した。
天正15年（1587年）から天正19年（1591年）にかけて毛利氏で行われた惣国検地後の毛利氏領国の全体像を示す史料である『八箇国御時代分限帳』は概ね文禄年間から慶長5年（1600年）頃までの知行地の状況を示しているが、重信には備後国御調郡の内で200石1斗9升6合が与えられていることが記されている。その一方で、重信の嫡子である古志勝信（新十郎）には備後国恵蘇郡の内で500石2升4合の知行地が与えられて重信の知行地よりも石高が上回っていることから、この頃既に重信から勝信（新十郎）へ家督が譲られていたと推測されている。また、古志氏の知行地がいずれも備後国に所在することから、この時点で古志氏は既に出雲国内における基盤を全て失っていることが分かる。
慶長2年（1597年）、名字を「古志」から「和田」に変えることを毛利輝元に願い出て、同年3月3日に輝元の承認を受けた。
慶長5年（1600年）の関ヶ原の戦いの際には、重信は三沢為虎と共に門司城に在番していたが、関ヶ原の戦いで敗れた毛利氏が周防国と長門国の2ヶ国に減封（防長減封）された際に、古志氏は毛利氏に従って周防国と長門国に移り住むことはせず、備後国御調郡で帰農したとされる。
没年は不明。